# 哈达门乡
哈达门乡，是中华人民共和国吉林省延边朝鲜族自治州珲春市下辖的一个乡镇级行政单位。

## 行政区划
哈达门乡下辖以下地区：
中心村、一松亭村、平安村、河北村、河山村、太平村、和平村、松树村、仲坪村、涌泉村、明新村、新华村、胜利村、新兴村、马滴达村、塔子沟村、柳树河子村、青山村、三道沟村和雪岱山村。